# Bernhard Kempen (Jurist)

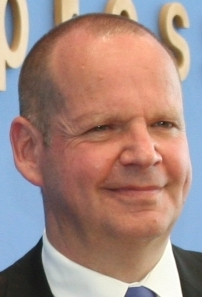
Bernhard Kempen, 2016

Bernhard Kempen (* 31. Januar 1960 in Saarbrücken) ist ein deutscher Rechtswissenschaftler und Professor für Staatsrecht, Völkerrecht und Internationales Wirtschaftsrecht an der Universität zu Köln. Kempen war von 2004 bis 2023 Präsident des Deutschen Hochschulverbandes. Seit 2024 ist Kempen als Rechtsanwalt in Bonn tätig.

## Leben
Kempen studierte Rechtswissenschaften an der Universität des Saarlandes in Saarbrücken. Während Erster (1983) und Zweiter Juristischer Staatsprüfung (1986) war Kempen im Referendariat bei dem Oberlandesgericht Saarbrücken und Wissenschaftliche Hilfskraft am Lehrstuhl für Staatsrecht, Verwaltungsrecht und Völkerrecht der Universität des Saarlandes bei Wilfried Fiedler. 1986 bis 1994 war Kempen Wissenschaftlicher Assistent am Institut für Völkerrecht und ausländisches öffentliches Recht der Universität zu Köln bei Hartmut Schiedermair, der von 1976 bis 1983 Universitätsprofessor an der Universität des Saarlandes in Saarbrücken war.
1988 wurde Bernhard Kempen an der Universität zu Köln mit der Arbeit Die Formenwahlfreiheit der Verwaltung: die öffentliche Verwaltung zwischen öffentlichem und privatem Recht und dem Prädikatsexamen summa cum laude promoviert. Die Dissertation wurde 1988 mit dem Kölner Universitätspreis ausgezeichnet. 1994 habilitierte sich Kempen an der Juristischen Fakultät der Universität zu Köln. Es folgte die Erteilung der venia legendi für die Fächer Öffentliches Recht und Völkerrecht.
1994 folgte eine Lehrstuhlvertretung als Professur für Rechtsphilosophie, Staats- und Verwaltungsrecht an der Juristischen Fakultät der Julius-Maximilians-Universität Würzburg; 1995 eine Vertretungsprofessur für Staats- und Verwaltungsrecht an der Rechtswissenschaftlichen Fakultät der Universität Konstanz. 1995 folgte die Berufung auf eine ordentliche Professur für Öffentliches Recht und Völkerrecht der Universität Würzburg. 2001 folgte Kempen einem Ruf an den Lehrstuhl für Öffentliches Recht und Völkerrecht der Universität zu Köln. Bernhard Kempen ist zugleich mit Einsetzung in das Amt des Professors auch geschäftsführender Direktor des Instituts für ausländisches öffentliches Recht und Völkerrecht der Universität zu Köln und geschäftsführender Direktor des Instituts für deutsches und europäisches Wissenschaftsrecht der Universität zu Köln.
1995/96 war Kempen Mitglied einer vierköpfigen internationalen Kommission (Dänemark, Frankreich, Großbritannien, Deutschland) zur Evaluierung des Eurofaculty-Programms der Ostseestaatenkonferenz in Litauen, Lettland und Estland.
Seit Februar 2000 ist Kempen Herausgeber der Schriftenreihe Kölner Schriften zu Recht und Staat und seit 2005 Mitherausgeber der Zeitschrift Wissenschaftsrecht, Wissenschaftsverwaltung, Wissenschaftsförderung.
Bernhard Kempen ist Mitglied des Direktoriums des investitionsschutzrechtlichen Forschungszentrums “International Investment Law Center Cologne (IILCC)” an der Universität zu Köln und Kuratoriumsmitglied der Demokratie-Stiftung der Universität zu Köln. Seit 2007 ist Kempen Mitglied des Beirats der Stiftung Gesellschaft für Rechtspolitik und von 2008 bis 2024 war er Vorsitzender des Vereins zur Förderung der Europäischen Rechtslinguistik an der Universität zu Köln. Darüber hinaus war er von 2009 bis 2023 Mitglied des Präsidiums der Deutschen Universitätsstiftung.
Bernhard Kempen wurde 2004 Präsident des Deutschen Hochschulverbandes (DHV) in Nachfolge von Hartmut Schiedermair, seinem Doktorvater und Habilitationsbetreuer sowie Amtsvorgänger seiner Kölner Professur; seitdem wurde er wie Hartmut Schiedermair, der von 1980 bis 2004 Präsident des DHV war, bis 2023 regelmäßig vom DHV-Tag als Präsident wieder gewählt. Als solcher setzte er sich kritisch mit dem Bologna-Prozess und Open Access auseinander. Als Präsident des Hochschulverbandes kündigte er weitere Prozesse und Musterklagen an, wenn Wissenschaftler durch gesetzliche Anordnung, Arbeitsvertrag oder vermeintlich freiwillig mittels individueller Zielvereinbarung zum Open Access gezwungen werden.
Seit 1998 ist er Ehrenmitglied der katholischen Studentenverbindung KDStV Markomannia Würzburg im CV.

## Veröffentlichungen (Auswahl)
- Die Formenwahlfreiheit der Verwaltung. Die öffentliche Verwaltung zwischen öffentlichem und privatem Recht. Vahlen, München 1989, ISBN 978-3-8006-1361-8 (Dissertation).
- Der Eingriff des Staates in das Eigentum. Voraussetzung, Ausgleich und Abwehr durch den Bürger. Heymann, Köln 1991, ISBN 978-3-452-22199-5.
- Die deutsch-polnische Grenze nach der Friedensregelung des Zwei-plus-Vier-Vertrages. Peter Lang, Frankfurt am Main 1997, ISBN 978-3-631-31975-8.
- Bodenreform 1945–1949. Eine verfassungsrechtliche Neubewertung. Peter Lang, Frankfurt am Main 2004, ISBN 978-3-631-52669-9.
- Die rechtsstaatliche Bewältigung der demokratischen Bodenreform. Peter Lang, Frankfurt am Main 2005, ISBN 978-3-631-54176-0.
- mit Christian Hillgruber (Hrsg.): Völkerrecht. 2. Auflage. Beck, München 2012, ISBN 978-3-406-54904-5.
- Staat und Raum. Schöningh, Paderborn 2014, ISBN 978-3-506-77420-0.